# نادين كراوزه
نادين كراوزه (بالألمانية: Nadine Krause) مواليد 25 مارس 1982 في فايبلينغن، ألمانيا، هي لاعبة كرة يد ألمانية. مثلت منتخب ألمانيا لكرة اليد للسيدات. شاركت في دورة الألعاب الأولمبية الصيفية سنة 2008. حققت المركز الثالث في بطولة العالم لكرة اليد للسيدات 2007.

## سجل المنافسة
شاركت في البطولات التالية:
- بطولة العالم لكرة اليد للسيدات 2011

## الميداليات
| الميدالية | المسابقة                            |
| --------- | ----------------------------------- |
| برونزية   | بطولة العالم لكرة اليد للسيدات 2007 |

## روابط خارجية
- نادين كراوس على موقع الاتحاد الأوروبي لكرة اليد (الإنجليزية)
- نادين كراوس على موقع أوليمبيديا (الإنجليزية)